# Фёдорова, Галина Ивановна (легкоатлетка)
Галина Ивановна Фёдорова (род. 24 июня 1970, Краснодар), в девичестве Енваренко — российская легкоатлетка, специалистка по прыжкам с шестом. Выступала на профессиональном уровне в 1993—2001 годах, победительница и призёрка первенств всероссийского значения, участница Игр доброй воли в Санкт-Петербурге и чемпионата Европы в помещении в Стокгольме. Представляла Краснодарский край. Мастер спорта России международного класса.

## Биография
Галина Енваренко родилась 24 июня 1970 года в Краснодаре. В детстве серьёзно занималась спортивной гимнастикой, воздушной гимнастикой, парной акробатикой, затем в возрасте 14 лет перешла в лёгкую атлетику. Окончила спортивный факультет Кубанского государственного университета физической культуры (1994).
Впервые заявила о себе в прыжках с шестом в сезоне 1993 года, когда выиграла бронзовую медаль на зимнем чемпионате России в Москве и серебряную медаль на летнем чемпионате России в Москве.
В 1994 году получила серебро на чемпионате России в Санкт-Петербурге. Попав в состав российской сборной, выступила на Играх доброй воли в Санкт-Петербурге, где стала пятой.
В 1995 году взяла бронзу на зимнем чемпионате России в Волгограде.
В 1996 году была третьей на Мемориале Дьячкова в Москве, второй в матчевой встрече со сборной Великобритании в Бирмингеме и на соревнованиях World Class в Москве, одержала победу на международном турнире в Турине, завоевала серебряную награду на зимнем чемпионате России в Москве. Благодаря череде удачных выступлений удостоилась права защищать честь страны на чемпионате Европы в помещении в Стокгольме — здесь взяла высоту в 3,75 метра, расположившись в итоговом протоколе соревнований на 14-й строке. Позднее также выиграла бронзовую медаль на летнем чемпионате России в Санкт-Петербурге.
В 1997 году уже под фамилией Фёдорова стала серебряной призёркой на чемпионате России в Туле.
На чемпионате России 1998 года в Москве показала четвёртый результат.
В 1999 году была седьмой на зимнем чемпионате России в Москве и пятой на летнем чемпионате России в Туле.
В 2000 году стала восьмой на зимнем чемпионате России в Волгограде и пятой на летнем чемпионате России в Туле.
В 2001 году взяла бронзу на Рождественском кубке в Москве, получила серебро на чемпионате Москвы среди военнослужащих и на открытом чемпионате Москвы, заняла восьмое место на зимнем чемпионате России в Москве, пятое место на Мемориале братьев Знаменских в Туле. По окончании сезона завершила спортивную карьеру.
За выдающиеся спортивные достижения удостоена почётного звания «Мастер спорта России международного класса».
Работала школьным учителем физкультуры в Балашихе. В последние годы - учитель санаторно-лесной школы "Полянка" в Балашихе. Награждена грамотой Управления по образованию Администрации г.о. Балашиха.